# Stenogonum flexum
Stenogonum flexum (M.E.Jones) Reveal & J.T.Howell – gatunek rośliny z rodziny rdestowatych (Polygonaceae Juss.). Występuje naturalnie w zachodnich Stanach Zjednoczonych – w Arizonie, Kolorado, Nowym Meksyku oraz Utah.

## Morfologia
PokrójRoślina jednoroczna dorastająca do 10–30 cm wysokości. Pędy są nieco gruczołowate.
LiścieMają okrągły kształt. Mierzą 5–20 mm długości. Ogonek liściowy jest nagi i osiąga 1–4 cm długości.
KwiatyZebrane w wierzchotki, rozwijają się na szczytach pędów. Listki okwiatu mają lancetowaty kształt i barwę od żółtej do żółtoczerwonawej, mierzą 2–4 mm długości.
OwoceTrójboczne niełupki osiągające 2–3 mm długości.

## Biologia i ekologia
Rośnie w zaroślach. Występuje na wysokości od 1300 do 2000 m n.p.m. Kwitnie od kwietnia do września.